# Седма косовско-метохијска бригада
Седма косовско-метохијска бригада НОВЈ формирана је средином новембра 1944. у Ђаковици. Имала је 4 батаљона. Крајем децембра 1944. имала је око 2.000 бораца.
Учествовала је у чишћењу терена Косова и Метохије од остатака балистичких јединица.